# Cabruera
Cabruêra er et nordøstbrasiliansk band, der blev grundlagt i 1998 og er inspireret af Mangue Beat-bevægelsen under ledelse af Chico Science.
Bandet blev til i Campina Grande, Paraíba, Brasilien. De spiller traditionelle brasilianske rytmer sammen med jazz, funk, rap og reggae.
De 5 multi-musikere krydrer forró og maracatú med Hermeto Pascoal'ske underfundigheder og Frank Zappa'sk surrealisme. Bandlederen Arthur Pessoa har udviklet en bemærkelsesværdig kuglepensteknik på sin guitar, som skulle lyde som en blanding af en cello og det brasilianske instrument berimbau.[kilde mangler]
Cabruêras første album Cabruêra udkom i 2003 og andet album Proíbido Cochilar – Sambas for Sleepless Nights i 2005.

## Diskografi

### Albums
- 2000: Cabruêra (Nikita Music)
- 2002: Cabruêra 2002 (Alula Records, EUA)
- 2004: O Samba da Minha Terra (Nikita Music)
- 2005: Proibido Cochilar (Piranha Records)
- 2006: Sons da Paraíba
- 2010: Visagem
- 2012: Nordeste Oculto